# کاراواجو (لمباردی)
کاراواجو (به ایتالیایی: Caravaggio, Lombardy) یک کومونه در ایتالیا است که در استان برگامو واقع شده‌است.

## خصوصیات
کاراواجو ۳۲ کیلومترمربع مساحت و ۱۶٬۰۴۹ نفر جمعیت دارد و ۱۱۱ متر بالاتر از سطح دریا واقع شده‌است.

## خواهرخوانده
شهر Porto Ercole خواهرخواندهٔ کاراواجو (لمباردی) هست.